# Cendrillon (film 1899)
Cendrillon è un cortometraggio muto del 1899 diretto da Georges Méliès. È il primo film che narra della favola di Cenerentola.

## Trama
Cenerentola viene lasciata sola in casa  dalla matrigna a sbrigare le faccende. Mentre sta pulendo il pavimento compare una fata che le crea uno stupendo abito e una sontuosa carrozza per andare al gran ballo nel castello del Principe. La donna spiega alla poverina che ha tempo solo fino a mezzanotte per conoscere l'uomo, dopodiché tutto ritornerà come prima.
La sala da ballo è tutta imbandita e piena di nobili che danzano con le loro dame, il principe scorge Cenerentola e le propone di ballare. Ottenuto il permesso del Re, Cenerentola e il principe danzano felici al centro della sala, quando appare di nuovo la fata che fa ritornare la ragazza al suo misero stato perché si era dimenticata la promessa. Il principe si allontana sbalordito e tutti gli invitati deridono Cenerentola che fugge via piangendo dimenticandosi sul pavimento una scarpetta.
Tornata a casa, Cenerentola si assopisce seduta su una sedia e fa uno strano sogno in cui viene perseguitata da tanti orologi giganti e da uno strano gnomo che li controlla.
Quando si sveglia, Cenerentola si trova davanti il principe e i servitori che la aiutano ad indossare la scarpetta: la ragazza che cercava era lei.
Il principe porta a palazzo la ragazza per sposarla e vivere felice e contento con lei.
Il film si conclude con un gruppo di danzatrici che esegue un balletto fuori dal palazzo.